# Ewa Engström
Ewa Märtha Christina Engström, född 1941 i Stockholm, är en svensk pianist och pianopedagog.

## Konsertpianist
Engström studerade pianospel bland annat för Hans Leygraf och Greta Erikson. 1958 antogs hon till Sveriges Radios musikskola, som senare blev Edsbergs musikinstitut, och studerade där för Leygraf. Engström fortsatte studierna för honom vid Hochschule für Musik und Theater i Hannover, där hon avlade solistexamen 1965 och senare även en pianopedagogisk examen.
År 1965 blev Engström Rikskonserters debutstipendiat och gjorde en turné med avslutande debutkonsert i Stockholm. Hon har gjort pianoaftnar, varit solist med orkester, spelat kammarmusik och ackompanjerat både i Sverige och utomlands. Hon har spelat i Sveriges Radio och även förekommit i Sveriges Television i samband med Leygrafs TV-program från Edsberg slott på 1960-talet.

## Pedagogisk verksamhet
Under åren 1967–1972 undervisade hon i piano på Kapellsbergs musikskola i Härnösand och från 1972 på Framnäs folkhögskola.
Från 1981 fram till 2009 var Ewa Engström ämnesföreträdare och huvudlärare i klassiskt pianospel på Musikhögskolan i Piteå och blev 2001 universitetslektor i piano.
Engström är ett av intervjuobjekten i en licentiatavhandling som behandlar några studenters uppfattatning av Leygrafs undervisning.